# 下関漁港
下関漁港（しものせきぎょこう）は、山口県下関市にある漁港で特定第3種漁港に指定されている。

## 概要

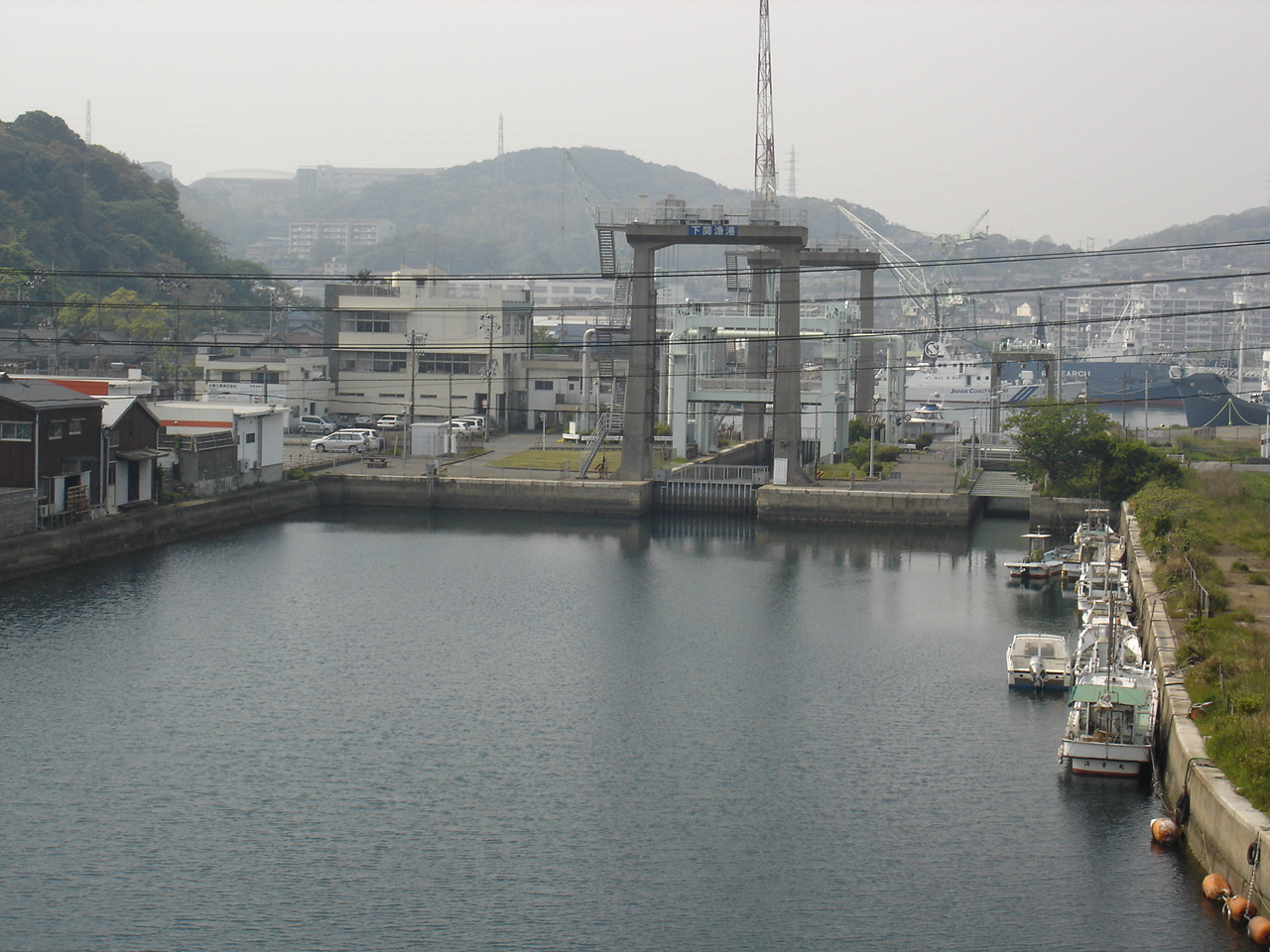
下関漁港閘門（下関漁港の南側入口）

下関駅近くの大和町にある本港（山口県管理）と、彦島西部に位置する南風泊分港（はえどまりぶんこう、下関市管理）に分かれる。南風泊港は全国唯一のフグ専門の漁港として知られる。
下関漁港閘門は水産庁が発表した「未来に残したい漁業漁村の歴史文化財産百選」に選定され、世界一小さなパナマ運河式閘門としてギネス世界記録に認定され、ギネスブックに登録されている。
下関漁港
- 卸売市場名：山口県下関漁港地方卸売市場
- 市場開設者：山口県
- 卸売業者名：下関中央魚市場（株）、下関唐戸魚市場（株）
- 買受人数：73人
- 買受人組合：下関水産物卸協同組合、下関唐戸魚市場仲卸協同組合

下関漁港南風泊分港
- 卸売市場名
- 市場開設者：下関市
- 卸売業者名：下関唐戸魚市場（株）
- 買受人数：20人
- 買受人組合：下関唐戸魚市場仲卸協同組合

市場の基本施設
- 卸売場：10,339㎡
- 下関漁港ビル：1676㎡
- 漁港ビル本館南2階：3641㎡
- 10号上屋（水産倉庫、魚函倉庫等）：631㎡
- 福利厚生施設：1500㎡
- 正門守衛所：16㎡
- 北門守衛所：20㎡

## 沿革
以下、令和元年度下関漁港統計年報より
- 1928年 漁港修築計画策定（年間10万トン処理）
- 1936年 下関漁港閘門を設置
- 1942年 下関市中央市場（市営）開場
- 1947年 昭和天皇の行幸[2]。
- 1950年 下関漁港市場（民営）開場
- 1951年 韓国輸入水産物水揚開始
- 1952年 山口県が漁港管理者となる
- 1960年 特定第3種漁港に指定
- 1966年 水揚量が全国一を記録する（285,255トン）
- 1970年 南風泊分港完成
- 1973年 下関漁港地方卸売市場開設者を山口県に移行
- 1974年 下関市地方卸売市場南風泊市場の開場
- 1983年 第1回下関さかな祭を開催
- 1985年 ふぐの販売及び処理の規制に関する条例施行
- 1986年 鉄道用冷蔵コンテナ60基設置
- 1990年 活魚施設増設（134㎡）
- 2000年 下関漁港福利厚生施設を新設
- 2004年 国の構造改革特区の認定を受ける
- 2014年 旧本館を解体
- 2015年 7号上屋、西館を解体
- 2016年 9号上屋（トラックヤード）および東館を解体、10号上屋（水産倉庫）を新設
- 2017年 本館を解体
- 2018年 冷蔵庫上屋を解体
- 2020年 本館南2工区完成、卸売場供用開始、新しい下関漁港ビル完成

## 主な魚種
- フグ - 2002年（平成14年）度陸揚量全国1位
- アンコウ - 2002年（平成14年）度陸揚量全国1位
- エイ - 2002年（平成14年）度陸揚量全国1位
- エソ - 2002年（平成14年）度陸揚量全国1位
- ハギ類 - 2002年（平成14年）度陸揚量全国1位
- ムツ - 2002年（平成14年）度陸揚量全国1位
- サザエ - 2002年（平成14年）度陸揚量全国1位
- ハマグリ - 2002年（平成14年）度陸揚量全国1位
- アナゴ - 2002年（平成14年）度陸揚量全国2位
- ホウボウ - 2002年（平成14年）度陸揚量全国3位
- ヒラメ - 2002年（平成14年）度陸揚量全国5位
- カレイ - 2002年（平成14年）度陸揚量全国6位
- イワシ
- アジ類
- イカ類

## 主な漁業
- 底引き網漁業（沖合底引き網）
- まき網漁業（巾着網）
- 底引き網漁業（小型船底引き網）
- 敷き網漁業
- はえなわ